# E11号線
E11号線 (E11ごうせん、英: European route E11) はフランスにあり、ヴィエルゾン – モンリュソン – クレルモン＝フェラン – モンペリエを結ぶ、欧州自動車道路のAクラス道路。

## 経路
- A71 : ヴィエルゾン - ブールジュ - モンリュソン - クレルモン＝フェラン
- A75 : クレルモン＝フェラン - ミヨー - A750
- A750 : A75 - モンペリエ

地上から道路までの高さが270m、全長2,460mであり、構造体が世界一高い橋であるミヨー橋を通過する。
また、 1880年代にギュスターヴ・エッフェルにより建設されたガラビ橋の傍を通過する（交差はしない）。